# 김종서 (1952년)
김종서(金鍾瑞, 1952년 8월 10일 ~ )는 대한민국의 종교학자이자 교수이다. 현재 서울대학교 인문대학 종교학과 교수, 서울대학교 교육부총장 겸 대학원장이다.

## 출신 학교
- 경복중•고등학교 졸
- 서울대학교 인문대학 종교학과 학사
- 캘리포니아 대학교 샌타바버라 대학원 종교학 석사(1981년)
- 캘리포니아 대학교 대학원 종교학 박사(1983년)

## 주요 경력
- 1984년 ~ 1993년 : 한국정신문화연구원 한국학대학원 교수
- 1985년 ~ 1993년 : 한국민족문화대백과사전 편집위원
- 1986년 ~ 1988년 : 《정신문화연구》 편집위원장
- 1988년 ~ 1989년 : 하버드 대학교 세계종교연구센터 객원학자
- 1992년 ~ 1993년 : 교육부 고등학교 종교과 교육과정 심의위원
- 1993년 ~ 현재 : 서울대학교 인문대학 종교학과 교수
- 1994년 ~ 1996년 : 서울특별시교육청 중고등학교 종교과 인정교과서 심사위원장
- 1995년 ~ 현재 : 미국종교학회 정회원
- 1995년 ~ 1999년 : 《종교연구》 편집위원장
- 1997년 ~ 1999년 : 《현상과 인식》 편집위원
- 1999년 ~ 현재 : 한국신종교학회 부회장
- 1999년 ~ 2000년 : 캘리포니아 대학교 버클리 객원교수
- 2000년 ~ 2014년 : 서울대학교 인문대학 부설 종교문제연구소장
- 2000년 ~ 2001년 : 조선일보 고정 칼럼니스트
- 2001년 ~ 2002년 : 행정자치부 시행 국가고시 시험위원
- 2003년 ~ 2005년 : 한국종교학회 회장
- 2004년 ~ 2010년 : 국제종교학회 학술분과 위원
- 2006년 ~ 2007년 : 일본 도쿄 대학 객원교수
- 2006년 ~ 2007년 : 국방부 군종정책 자문위원
- 2008년 : 아시아 유럽 정상회의 제4차 암스테르담 종교간 대화 회의 대한민국 대표단장
- 2009년 ~ 2011년 : 서울대학교 중앙도서관장
- 2009년 : 한국 국공립대학교 도서관협의회 회장
- 2009년 ~ 2011년 : 대통령 소속 도서관정보정책위원회 위원
- 2010년 ~ 현재 : 《The Journal of Korean Religions》 편집위원
- 2010년 ~ 2013년 : 문화체육관광부 공직자종교차별 자문위원회 위원장
- 2010년 ~ 2014년 : 서울대학교 출판문화원장
- 2010년 ~ 2012년 : 한국대학출판부협의회 회장
- 2014년 ~ 2016년 : 서울대학교 부총장 겸 대학원장
- 2014년 ~ 2016년 : 대통령소속 인문학•인문정신문화특별위원회 위원장
- 2017년 ~ 2019: 교육부 세계인문학포럼 추진위원회 위원장
- 2020 ~ 현재 : 유네스코 본부 국제인문학센타 집행이사

## 저서
- 《현대 신종교의 이해》
- 《Reader in Korean Religion》
- 《종교사회학》
- 《한국인의 종교관》
- 《서양인의 한국종교 연구》
- 《일본인의 한국종교 연구》(근간)

역서
- 《비교종교학》
- 《현대종교학담론》
- 《미로의 시련》